# Espaillat
Espaillat är en provins i norra Dominikanska republiken, med kust mot Atlanten. Provinsen har cirka 234 000. Den administrativa huvudorten är Moca. Provinsen skapades 1885.

## Administrativ indelning
Provinsen är indelad i fem kommuner:
- Cayetano Germosén, Gaspar Hernández, Jamao al Norte, Moca, San Víctor